# Chylice (Konstancin-Jeziorna)
Chylice – część miasta Konstancina-Jeziorny (SIMC 0920663), w województwie mazowieckim, w powiecie piaseczyńskim. Leży w zachodniej, letniskowo-uzdrowiskowej części miasta. Od zachodu, północy i południa graniczy ze wsią Chylice, o odrębnej historii i przeszłości administracyjnej. Od wschodu graniczy ze Skolimowem.
Dawne letnisko, do 1924 w Nowo-Iwiczna w powiecie warszawskim. W 1924 roku weszła wraz ze Skolimowem (letniskiem) w skład nowej gminy Skolimów-Konstancin. 20 października 1933 Chylice utworzono gromadę Chylice w granicach gminy Skolimów-Konstancin, składającą się z letniska Chylice i letniska Skolimów C.
Podczas II wojny światowej w Generalnym Gubernatorstwie, w dystrykcie warszawskim. W 1943 Chylice – nadal w granicach gminy Skolimów-Konstancin – liczyły 953 mieszkańców.
Od 1 lipca 1952 w powiecie piaseczyńskim. Tego samego dnia gminie Skolimów-Konstancin nadano ustrój miejski, przez co Chylice stały się częścią miasta Skolimów-Konstancin.
W związku z reorganizacją administracji wiejskiej jesienią 1954 i utworzeniu gromad, z miasta Skolimów-Konstancin (z dzielnicy Chylice) wyłączono enklawę Skolimów C oraz klin wrzynający się do gruntów dotychczasowej gromady Chylice od strony zachodniej po ulicę Dworską – włączając je do nowo utworzonej gromady Chylice z siedzibą we wsi Chylice w powiecie piaseczyńskim.
1 stycznia 1969 Skolimów-Konstancin (z Chylicami) połączono z miastem Jeziorna (prawa miejskie od 1962) w nowy ośrodek miejski o nazwie Konstancin-Jeziorna.